# Газодинамическая лаборатория
Газодинамическая лаборатория (ГДЛ) — первая научно-исследовательская и опытно-конструкторская лаборатория СССР. Её деятельность была посвящена разработке ракетных снарядов на бездымном порохе, ставших прообразами снарядов в гвардейском реактивном миномете «Катюша», а также жидкостных ракетных двигателей (ЖРД), ставших прообразами двигателей советских ракет и космических аппаратов. В конце 1933 вошла в состав РНИИ. В честь сотрудников ГДЛ названы кратеры на обратной стороне Луны, а в здании Иоанновского равелина Петропавловской крепости Санкт-Петербурга, где располагались испытательные стенды ГДЛ, с 1973 г. открыт музей космонавтики и ракетной техники.

## История создания организации
- Первая научно-исследовательская и опытно-конструкторская организация в СССР[8].
- Создана в 1921 году в Москве по инициативе Н. И. Тихомирова[8] при главном артиллерийском управлении РККА[9].
- В 1927 году лаборатория перебазирована в Ленинград[8].
- С 1928 года называлась Газодинамическая лаборатория (ГДЛ).

## Руководители ГДЛ
Тихомиров Николай Иванович (1921—1930);
Петропавловский Борис Сергеевич (1930—1931);
Ильин Николай Яковлевич (1931—1932);
Клеймёнов Иван Терентьевич (12.1932 — 9.1933, затем начальник РНИИ);

## Разработки ГДЛ на бездымном порохе
В ГДЛ предложен бездымный (тротилпироксилиновый) порох на нелетучем растворителе. В 1927—1933 пороховые ускорители применялись при взлёте самолётов (У-1, ТБ-1 и др.) Также были изготовлены ракетные снаряды разного калибра для стрельбы с самолётов и земли. РНИИ затем доработал эти снаряды для гвардейских реактивных миномётов («Катюша»), которые использовались в годы Великой Отечественной войны 1941—1945 годов. В эти работы основной конструкторский вклад внесли сотрудники ГДЛ Н. И. Тихомиров, В. А. Артемьев, Б. С. Петропавловский, Г. Э. Лангемак, И. И. Гвай и другие.

## Подразделение ГДЛ по разработке двигателей и ракет на жидком топливе
С 15 мая 1929 г. создано подразделение для разработки электрических (ЭРД) и жидкостных (ЖРД) ракетных двигателей. Подразделение возглавил В. П. Глушко, который предложил использовать энергию при электровзрыве металлов для создания ракетной тяги. В начале 1930-х гг. создан первый в мире образец электротермического двигателя ракеты (ЭРД).
C 1929 г. в лаборатории Глушко проводились экспериментальные пуски ЖРД — опытных ракетных моторов (ОРМ — от ОРМ-1 до ОРМ-52). Всего 100 пусков с использованием различных видов топлива — как низко-, так и высококипящих. Была достигнута тяга до 2940 Н и удельный импульс до 2060 м/с. Разрабатывались экспериментальные ракеты РЛА (реактивные летательные аппараты); изготовлены первые две ракеты с высотой подъема 2-4 км из запланированной серии.
Для повышения ресурса применялись различные технические решения: реактивное сопло имело спирально оребрённую стенку и охлаждалось компонентами топлива, применялось завесное охлаждение для камеры сгорания, керамическая теплоизоляция камеры сгорания — двуокись циркония.
C 1930 г. в качестве окислителя впервые предложены азотная кислота, растворы азотной кислоты с четырёхокисью азота, тетранитрометан, хлорная кислота, пероксид водорода. В результате экспериментов к концу 1933 года выбрано высококипящее топливо из керосина и азотной кислоты как наиболее удобное в эксплуатации и промышленном получении.
В 1931 предложены самовоспламеняющееся горючее и химическое зажигание топлива, карданная подвеска двигателя, проведены около 50 огневых испытаний ЖРД на стенде.
Для подачи топлива в 1931—1932 гг. разработаны топливные насосы, работающие от газов камеры сгорания, а в 1933 г. — центробежный турбонасосный агрегат для ракетного двигателя с тягой 3000 Н.
В работах по созданию двигателей под руководством В. П. Глушко принимали активное участие сотрудники подразделения ЭРД и ЖРД А. Л. Малый, В. И. Серов, Е. Н. Кузьмин, И. И. Кулагин, Е. С. Петров, П. И. Минаев, Б. А. Куткин, В. П. Юков, Н. Г. Чернышев и другие.

## Вхождение в состав РНИИ
В конце 1933 ГДЛ вошла в состав Реактивного научно-исследовательского института.

## Местонахождение лаборатории в Ленинграде в 1930-е гг
- В здании Главного Адмиралтейства[8].
- В здании Иоанновского равелина Петропавловской крепости — стенды для испытания ЭРД и ЖРД[8].

## Кратеры Луны, названные в честь сотрудников ГДЛ
В 1966 г. Комиссия Академии наук СССР по лунным наименованиям присвоила 10 кратерам на обратной стороне Луны имена в честь работников ГДЛ — ОКБ Н. П. Алехина, Артамонова, А. И. Гаврилова, А. Д. Грачева, Жирицкого, А. Л. Малого, Ю. Б. Мезенцева, Е. С. Петрова, Г. Ф. Фирсова, Н. Г. Чернышева, а имена ГДЛ, ГИРД и РНИИ присвоены кратерным цепочкам на обратной стороне Луны.
В этом же году кратерам Луны присвоены имена в честь других учёных и конструкторов, которые в разное время разрабатывали пороховые и жидкостные ракеты: Засядко, Константинов, Кибальчич, Фёдоров, Поморцев, Тихомиров, Кондратюк, Цандер, Петропавловский, Лангемак, Артемьев, Косберг, Рынин, Ильин, Клеймёнов.

## Музей космонавтики и ракетной техники имени В. П. Глушко
В 1973 году в Иоанновском равелине Петровской «цитадели», где в 1930-х годах находилась Газодинамическая лаборатория, был открыт Музей космонавтики и ракетной техники. В экспозиции представлены кабинеты ученых, корабли «Восток», «Восход» и «Союз», движущийся механизм (блок мотор-колёс) Лунохода, модели станций «Луна-9» (1966), «Марс-1» (1962), снаряжение и скафандры космонавтов, побывавшие в космосе, спускаемый аппарат «Союз-16» и другие экспонаты. Представлены полётные скафандры Н. Н. Рукавишникова и В. А. Соловьева.